# Graphiurus monardi
Graphiurus monardi là một loài động vật có vú trong họ Gliridae, bộ Gặm nhấm. Loài này được St. Leger mô tả năm 1936.